# Halicyclops reunionensis
Halicyclops reunionensis is een eenoogkreeftjessoort uit de familie van de Halicyclopidae. De wetenschappelijke naam van de soort is voor het eerst geldig gepubliceerd in 1964 door Bozic.